# Derain Motor Company
Derain Motor Company, vorher Simplex Manufacturing Company, war ein US-amerikanischer Hersteller von Automobilen.

## Unternehmensgeschichte
Earl H. Sherbondy war ein junger Motoreningenieur. Er gründete 1908 die Simplex Manufacturing Company in Cleveland in Ohio. Abgesehen von einem Tourenwagen, den er auf einer örtlichen Automobilausstellung präsentierte, beschränkte er sich zunächst auf die Produktion von Motoren und Kraftübertragungen. Im August 1909 kündigte er die Produktion von 25 Automobilen an. Der Markenname lautete Derain.
1910 erfolgte die Umfirmierung in Derain Motor Company. Ende 1910 lief die Produktion noch. 1911 wurde das Unternehmen aufgelöst.

## Fahrzeuge
Sherbondy war ein Anhänger des Zweitaktmotors. Der Prototyp von 1908 hatte einen Vierzylindermotor mit 38 PS Leistung. Der Radstand betrug 284 cm.
In der Serienausführung wurde die Motorleistung auf 30 PS reduziert. Das Fahrgestell hatte nun 319 cm Radstand. Darauf wurde eine siebensitzige Tourenwagenkarosserie montiert. Der Neupreis betrug 4000 US-Dollar. In einem zeitgenössischen Testbericht wurde der Motor gelobt. Er hätte das gleiche Drehmoment wie ein Achtzylinder-Viertaktmotor und würde sehr ruhig laufen.